# Simon Helg
Simon Helg (sinh ngày 10 tháng 4 năm 1990) là một cầu thủ bóng đá người Thụy Điển thi đấu cho Östers IF ở vị trí tiền vệ.